# Whit Hertford
Whitby Flint Hertford (Provo, Utah, 2 de noviembre de 1978), más conocido como Whit Hertford, es un actor, director de cine y escritor estadounidense.

## Primeros años
Hertford nació en Provo, Utah, Estados Unidos. Tiene dos hermanas menores también actrices, Chelsea (nacida en 1981) y Brighton (nacida en 1986). Estudió en la Universidad de Essex y se graduó de la Universidad de Utah.

## Carrera
Debutó como actor a la edad de tres años en Los Ángeles, California. Su papel más notable fue en la película de Steven Spielberg Jurassic Park. Sus restantes créditos cinematográficos incluyen Poltergeist II: El otro lado, A Nightmare on Elm Street 5: The Dream Child y La Familia Addams. En la televisión ha actuado en series como Batman: la serie animada, Star Wars: The Clone Wars, Glee, How I Met Your Mother, Tiny Toon Adventures, Civil Wars y The Little Mermaid.

## Vida personal
Estuvo casado con Heidi Hertford desde 2002 hasta el año 2011.

## Filmografía seleccionada
- Poltergeist II: El otro lado (1986)
- A Nightmare on Elm Street 5: The Dream Child (1989)
- Peter Pan y los piratas (1990)
- La Familia Addams (1991)
- Tiny Toon Adventures (1990-1992)
- The Ben Stiller Show (1992)
- Civil Wars (1993)
- Jurassic Park (1993)
- Batman: la serie animada (1994)
- Star Wars: The Clone Wars (2009)
- Glee (2009)
- The Tonight Show with Conan O'Brien (2009)
- How I Met Your Mother (2009)
- MAD (2011)
- Psych (2011)
- PrettyFace[1] (2016) - cortometraje